# Trophée Gordie-Howe
Pour les articles homonymes, voir Howe.
Le trophée Gordie-Howe est un trophée de hockey sur glace d'Amérique du Nord remis à chaque fin de saison de l'Association mondiale de hockey au meilleur joueur du calendrier des saisons régulières.

## Historique et définition
Il est remis pour la première fois à l'issue de la première saison de l'Association mondiale de hockey, la saison 1972-1973, sous le nom de trophée Gary-L.-Davidson. Le trophée récompense le meilleur joueur de la saison régulière. Le trophée porte initialement le nom de Gary Davidson, cofondateur de l'Association, mais est renommé trophée Gordie Howe, en 1975, en l'honneur de Gordie Howe qui rejoint les rangs de l'AMH à l'âge de 44 ans.

## Joueurs récompensés
- 1972-1973 – Bobby Hull, Jets de Winnipeg
- 1973-1974 – Gordie Howe, Aeros de Houston
- 1974-1975 – Bobby Hull, Jets de Winnipeg
- 1975-1976 – Marc Tardif, Nordiques de Québec
- 1976-1977 – Robbie Ftorek, Roadrunners de Phoenix
- 1977-1978 – Marc Tardif, Nordiques de Québec
- 1978-1979 – Dave Dryden, Oilers d'Edmonton